# Брандън Кол
Брандън Кол (на английски: Brandon Call) е американски актьор.

## Биография
Роден е на 17 ноември 1976 г. в Торънс, Калифорния.
Започва да се снима още от дете. Участва във филмите „Санта Барбара“, „Спасители на плажа“, но най-известен е с ролята си на Джон Томас Ламбърт (Джей Ти) в ситкома „Стъпка по стъпка“ (1991 – 1998).
На 19-годишна възраст, малко преди края на сериала „Стъпка по стъпка“, е прострелян в двете ръце, успява да се възстанови, но въпреки това се отказва от кариерата си на успешен актьор в Холивуд и се посвещава на семейния бизнес.
Разведен е, има една дъщеря.